# Петелино (станция)
Пете́лино — железнодорожная станция Смоленского направления МЖД в Одинцовском районе Московской области. По характеру работы станция является промежуточной, по объёму выполняемой работы отнесена ко 2-му классу. Построена в 1932 году.
На станции одна островная пассажирская платформа, выходы с которой только по настилам через пути. Не оборудована турникетами. На станции останавливаются все пригородные электропоезда, кроме экспрессов Москва-Можайск.
У станции располагается небольшой пристанционный посёлок. К северу (у Можайского шоссе) деревни Татарки и Гарь-Покровское, к юго-востоку — деревня Петелино.
От станции отходит два подъездных пути: один в северном направлении на Покровское, другой в восточном на нефтебазу в деревне Часцы. Восточный путь проходит через большую Путевую машинную станцию номер 4 (неофициально станция Петелино-2). При ПМС имеется посёлок, состоящий из четырёх многоквартирных домов высоты 3-5 этажей.
Время движения электропоездов от Белорусского вокзала — от 55 до 65 минут.